# 湯川舞
湯川 舞（ゆかわ まい、1990年7月16日 - ）は、神奈川県出身のモデル、タレント、パチンコライター。

## 略歴
ファッション雑誌『ラブベリー』のモデルとしてキャリアをスタート。2005年に『週刊ヤングジャンプ』の「制コレ」に入賞。
2011年度ミス・サイパン、グランプリ受賞。
ミス・アース・ジャパン2011のファイナリストにノミネートされるも、受賞はならず。
竹書房創立40周年記念ビジュアルクイーンコンテスト2013 グランプリ。
日テレジェニック2013候補生。
サンスポアイドルリポーター SIR4期候補生として活動（2014年11月～2015年1月）後、優秀賞を獲得。4期生として正規メンバー入りし、2年間活動する。担当カラーはパステルグリーン、キャッチコピーは「あなたの心にセクシービーム☆大人の美緑で癒します！ 」。2017年1月25日 サンスポアイドルリポーター SIRを卒業。
2017年2月よりパチンコライター（『パチンコ必勝ガイド』所属）としての活動を始める。
2022年11月20日、自身のツイッターで結婚と妊娠を発表。

## 人物
- 趣味は人間観察、カラオケ。
- 兄と姉がいる[5]。
- パチンコだけではなくパチスロも好き[6]。

## 作品

### イメージDVD
- I am mai（彩文館出版、2007年4月27日）
- ミスサイパン2011（Air control、2011年12月25日）他出演:篠崎彩音、小島綾香
- イチャイチャする?（竹書房、2013年8月30日）
- 舞天使 -マイエンジェル-（マックス、2014年8月27日）
- 舞天使♥ マイエンジェル2（マックス、2015年4月25日）

## 出演

### 映画
- 渋谷区円山町（2007年）
- きみにしか聞こえない（2007年）
- ちーちゃんは悠久の向こう（2008年）
- ちいさな恋のものがたり（2008年）
- 地球防衛未亡人（2014年）- リポーター1 役

### Vシネマ
- ヒーローVS悪の女戦士軍団 悪の女戦士イビルバイサー（DVD、59+26min、ZENピクチャーズ、2013年12月27日） - 「ベリアル」役（主演）

### テレビドラマ
- 着信アリ 第1話（2005年、テレビ朝日） - 「佐々木裕子」役
- キューティーハニー THE LIVE（2007年、テレビ東京） - 「宏子」役
- Q.E.D. 証明終了 第4回（2009年、NHK総合）

### CM
- 日産自動車「cube」
- レーベルモバイル「レコード会社直営」

### PV
- サスケ「卒業の日」（2006年）
- V6「僕と僕らのあした」（2007年）
- mihimaru GT「パンキッシュ☆」（2007年）
- 高田梢枝「メダカが見た虹」（2007年）
- SOUTH BLOW「Flag」（2007年）
- BIG RON「Sunshin with 詩音」（2008年）

## 書籍

### 雑誌
- Chu→Boh - 中学生時代に数回登場

### 写真集
- I am mai（彩文館出版、2007年4月24日）